# Xylotrechus fluctuosus
Xylotrechus fluctuosus là một loài bọ cánh cứng trong họ Cerambycidae.